# Гаплогруппа T1b (мтДНК)
Гаплогруппа T1b — гаплогруппа митохондриальной ДНК человека.

## Описание
Гаплогруппа T1b — это одна из субклад митохондриальной ДНК (мтДНК), которая происходит от гаплогруппы T1 и возникла примерно 12,000 лет назад. Она связана с популяциями Ближнего Востока и Западной Азии, а её характерной мутацией является T16243C. Гаплогруппа T1b делится на несколько субклад: T1b1, T1b2, T1b3 и T1b4.
Эта гаплогруппа имеет древние корни и связана с миграциями ранних земледельцев из Плодородного Полумесяца в период неолита. Она была обнаружена в древних образцах из различных регионов, включая Турцию (период халколита), кочевые скифы из Украины (5 век до н.э.), а также в средневековых образцах из Италии, Венгрии и Финляндии.

## Геногеография
В современном мире гаплогруппа T1b встречается у народов Кавказа, таких как балкарцы (4,7%), карачаевцы (5,7%), армяне (2,7%) и осетины. Также она присутствует у некоторых европейских и ближневосточных популяций. Гаплогруппа T1b представляет интерес для изучения генетической истории человечества, особенно в контексте неолитической революции и распространения сельского хозяйства.

### Кавказ[1]
Абхазо-адыгские народы
- абазины — 0 % (105), абхазы — 0 % (137), адыгейцы — 0,7 % (155), черкесы — 0 % (123)

Картвельские народы
- мегрелы — 1,3 % (77)

Индоевропейские народы
- армяне — 2,7 % (37)
- осетины: северные — 0 % (138), южные — 4,2 % (24)

Тюркские народы
- балкарцы — 4,7 % (235)[2]
  - безенгиевцы — 10,5 % , малкарцы — 7,8 % , баксанцы — 2,3 % , чегемцы — 1,7 %
- карачаевцы — 5,7 % (106)[1], 1,6 % (123)[2]
- кубанские ногаи — 0 % (131)[1]

## Палеогенетика
- Идентификатор __ археология (могильник) __ География (регион, страна) __ Дата (BCE, BP, лаб.код) __ Пол (муж/жен) __ Гаплогруппы (Y-ДНК # мтДНК).

### Халколит
Арслантепе
- ART042 | S254 (H382) __ Батталгази, Малатья (ил), Турция __ 3946-3659 calBCE (5014±29 BP, MAMS-34119) __ М __ H2 (P96) > H-BY4105 # T1b.[3]

### Железный век
Скифская культура
- UKR133 __ Pisochyn (kurgan 6 ?) __ Песочин, Харьковская область, Украина __ 500–300 BCE __ М __ R1b1a1b1b-Z2105 > R-FT91192 # T1b.[4]

### Средние века
Папская область
- TAQ009 | 160 __ Корнето __ Витербо (провинция), Лацио, Италия __ 899-1021 CE (1064±27 BP, MAMS-40627) __ М __ I1a2a1a1a1a (S1954/YSC0000261) # T1b2 > T1b2a2.[5]

Мадьяры
- IBEper64 __ Ibrány Esbóhalom/64 __ Ибрань, Сабольч-Сатмар-Берег, Венгрия __ 10-11th century AD __ М __ T1b3 > T1b3b.[6]

Шведская Финляндия
- JK1950 | Porvoo7 __ Porvoo Cathedral[англ.] __ Порвоо, Уусимаа (область), Финляндия __ 1644 calAD (262±32 BP, Hela-3669) __ T1b1 > T1b1a*.[7]

## Публикации
2010
- Литвинов С. С. Изучение генетической структуры народов Западного Кавказа по данным о полиморфизме Y-хромосомы, митохондриальной ДНК и Alu-инсерций. — Уфа, 2010. — 23 с.

2019
- Джаубермезов М. А., Екомасова Н. В., Рейдла М., Литвинов С. С., Габидуллина Л. Р., Виллемс Р., Хуснутдинова Э. К. Генетическая характеристика балкарцев и карачаевцев по данным об изменчивости митохондриальной ДНК // Генетика. — 2019. — Т. 55, № 1. — С. 110–120.
- Översti S, Majander K, Salmela E, et al. (November 2019). Human mitochondrial DNA lineages in Iron-Age Fennoscandia suggest incipient admixture and eastern introduction of farming-related maternal ancestry. Scientific Reports. 9 (1): 16883. doi:10.1038/s41598-019-51045-8. PMC 6858343. PMID 31729399.

2020
- Skourtanioti E, Erdal YS, Frangipane M, et al. (May 2020). Genomic History of Neolithic to Bronze Age Anatolia, Northern Levant, and Southern Caucasus. Cell. 181 (5): 1158-1175.e28. doi:10.1016/j.cell.2020.04.044. PMID 32470401.

2021
- Maár K, Varga G, Kovács B, et al. (March 2021). Maternal Lineages from 10–11th Century Commoner Cemeteries of the Carpathian Basin. Genes (Basel). 12 (3): 460. doi:10.3390/genes12030460. PMC 8005002. PMID 33807111.{{cite journal}}:  Википедия:Обслуживание CS1 (не помеченный открытым DOI) (ссылка)
- Posth C, Zaro V, Spyrou MA, et al. (September 2021). The origin and legacy of the Etruscans through a 2000-year archeogenomic time transect. Science Advances. 7 (39): eabi7673. doi:10.1126/sciadv.abi7673. PMC 8462907. PMID 34559560.

2025
- Saag L, Utevska O, Zadnikov S, et al. (January 2025). North Pontic crossroads: Mobility in Ukraine from the Bronze Age to the early modern period. Science Advances. 11 (2): eadr0695. doi:10.1126/sciadv.adr0695. PMC 11708899. PMID 39772694.